# The Pink Panther (2006)
The Pink Panther is een Amerikaanse komediefilm uit 2006. De film is gebaseerd op The Pink Pantherfilmreeks, waarin Peter Sellers een warrige detective speelt. In deze film speelt echter Steve Martin de hoofdrol, die de moord op een bekende voetbalcoach moet zien op te lossen, en moet uitvinden wie de Pink Pantherdiamant stal.
In de film spelen ook Kevin Kline, Beyoncé Knowles en Jean Reno.

## Verhaal
Het Chinese voetbalelftal moet spelen tegen het Franse elftal. De Fransen winnen, maar hun coach wordt getroffen door een giftig pijltje, en sterft op het veld. Bovendien is zijn Pink Pantherdiamant verdwenen na de moord. De hoofdagent van de politie zet een speciaal team op de zaak, maar om het team ongestoord te laten werken, maakt men de media wijs dat Jacques Clouseau de zaak onderzoekt. Agent Gilbert Ponton (Jean Reno) moet hem in de gaten houden.

## Rolverdeling
- Steve Martin - Inspecteur Jacques Clouseau
- Kevin Kline - Hoofdinspecteur Charles Dreyfus
- Beyoncé Knowles - Xania
- Jean Reno - Gendarme Gilbert Ponton
- Jason Statham - Yves Gluant
- Emily Mortimer - Nicole
- Henry Czerny - Yuri "the Trainer Who Trains"
- William Abadie - Bizu
- Scott Adkins - Jacquard
- Dexter Bell - Terry Ahkee-Sauce
- Kristin Chenoweth - Cherie
- Clive Owen - Nigel Boswell/Agent 006
- Paul Korda - Pierre Fuquet
- Charlotte Maier - Spraakcoach

## Eerdere versie
Gedurende het filmen verkocht Sony Pictures Entertainment MGM. Dit leidde ertoe dat veel stukken opnieuw gefilmd werden, zodat de film wat meer geschikt zou worden voor de hele familie. Sommige verwijderde scènes zijn beschikbaar op de dvd van de film. Er zijn nog meer verschillen:
- De oorspronkelijke versie bevat meer seksueel getinte humor.
- In de uiteindelijke film wordt Clouseaus verleden als gendarme verteld door Dreyfus, gepaard met flashbacks van verschillende zaken waaraan hij werkte. Oorspronkelijk zou er een aparte scène zijn waarin één speciale zaak van Clouseau zou worden laten zien: de diefstal van een hotdog-wagen.
- Verschillende persconferentie-scènes zijn veel langer in de eerdere versie. Ook zijn er scènes waarin Dreyfus praat met zijn assistent Renard over het verloop van de zaak.
- Voordat Clouseau 006 ontmoet in het casino, speelt hij een spel aan de roulette waarbij hij, tot zijn grote verbazing, verliest.
- De scène waarin Clouseau een lekkende pen in de zak van Dreyfus stopt, is in de eerste versie een running gag.
- De nu al suggestieve scène in de hotelkamer van Xania, is in de eerste versie nog uitgebreider. Na het verliezen van zijn Viagra-pil in de wasbak, sluipt Clouseau uit het hotel om een nieuwe te halen. Voordat hij dit doet zet hij zijn geflambeerde Mojito in een plantenbak in de lobby. Clouseau bezoekt twee drogisten, ze zijn beide gesloten. Hij gebruikt de glassnijder van 006 die hij eerder van hem krijgt om in te breken in de tweede drogist om toch de pil te pakken. Net voordat zijn romance met Xania kan beginnen steekt de Mojito echter de lobby in brand. Iedereen wordt geëvacueerd, inclusief de bijna naakte Clouseau en Xania.
- In de eerste versie komt de ceremonie van de Eremedaille ook voor. Een teleurgestelde Dreyfus wordt gedwongen de medaille aan Clouseau en Ponton te geven, inclusief de "hand en een zoen". Na de ceremonie krijgt de politie het bericht dat de Gasmaskerbende van eerder in de film is ontsnapt. Clouseau en Ponton duiken op de zaak, waarbij Dreyfus in de chaos van een brug over de Seine, in het water valt. Hierop zegt Clouseau de ironische slotzin: "A great detective, the chief inspector... but clumsy." ("Een goede detective, de hoofdinspecteur... maar erg onhandig.")

## Trivia
- Aanvankelijk zou Jackie Chan het hulpje van inspecteur Clouseau spelen. Deze rol is later geschrapt.
- het vervolg The Pink Panther Deux kwam uit in 2009, omdat de opbrengst boven verwachting was.
- De film zou eerst uitgebracht worden op 12 augustus 2005. Dit werd uitgesteld tot 10 februari 2006, grotendeels omdat er veel scènes opnieuw opgenomen moesten worden. Bovendien werd distributeur Metro-Goldwyn-Mayer vervangen door Sony, mede omdat Metro-Goldwyn-Mayer voortaan onderdeel werd van Sony.
- Steve Martin stond pas als derde in de ranglijst om inspecteur Clouseau te spelen. Chris Tucker, een acteur met een donkere huidskleur, en Mike Myers, die eerder samen met Knowles speelde in Austin Powers 3 gingen Martin voor.